# Urera glabra
Urera glabra är en nässelväxtart som först beskrevs av William Jackson Hooker och Arn., och fick sitt nu gällande namn av Hugh Algernon Weddell. Urera glabra ingår i släktet Urera och familjen nässelväxter. Inga underarter finns listade i Catalogue of Life.

## Bildgalleri

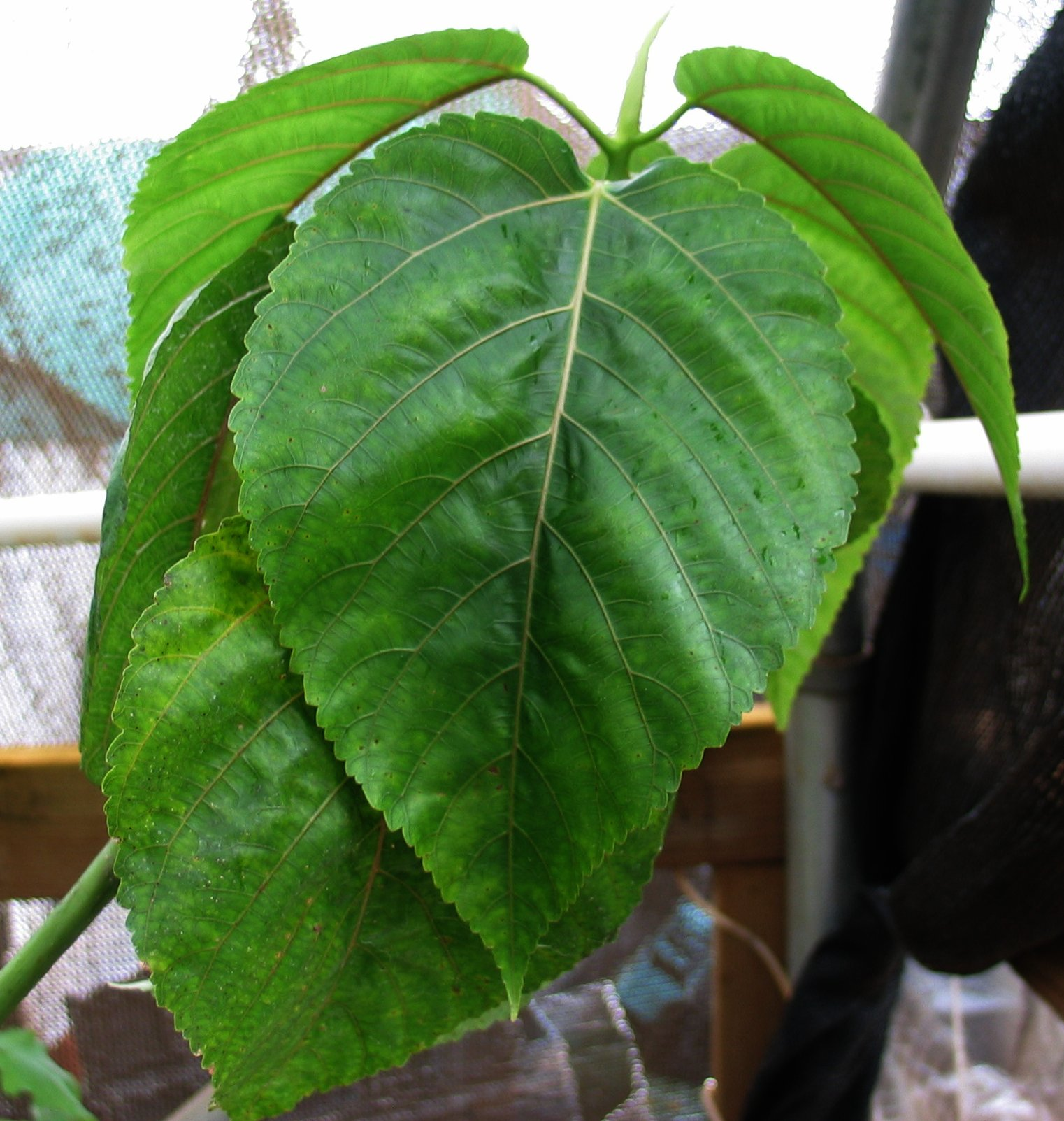
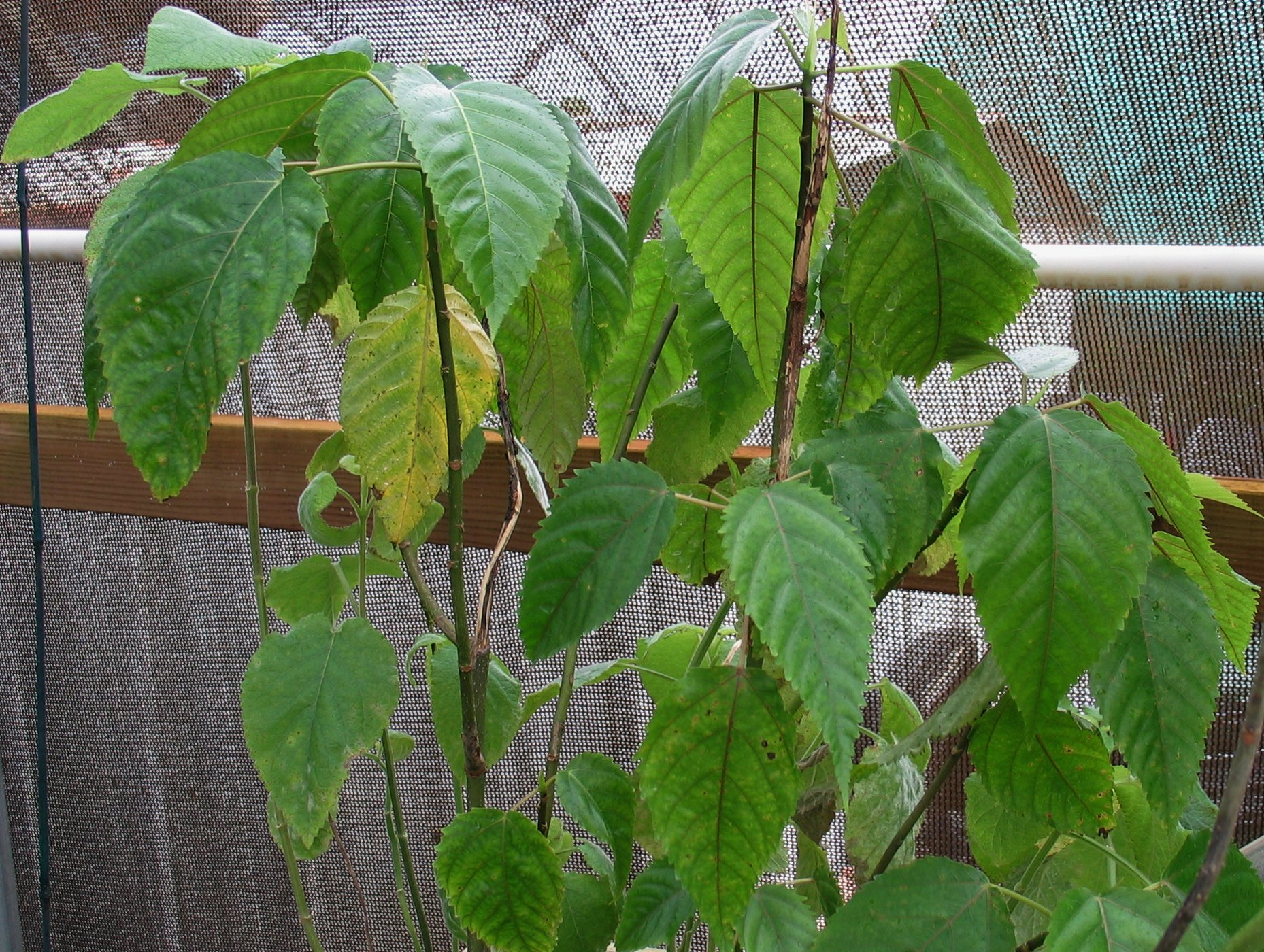